# Autobuses de Oriente
Pour les articles homonymes, voir ADO.
Autobuses de Oriente S.A. de C.V., plus connue sous l'acronyme ADO, est une entreprise de transports du Mexique. Elle exploite notamment de nombreuses lignes de bus dans le Sud-Est du pays.

## Historique
La société a été fondée en 1939. La première ligne exploitée était entre Mexico et Veracruz, le trajet durait alors une dizaine d'heures. Par la suite, le réseau s'étend au sud-est et au centre du Mexique. En 2003, ADO achète la compagnie espagnole Avanza.

## Moyens
ADO possède en 2022 une flotte de près de 8 000 véhicules et compte environ 20 000 employés. Elle gère aussi la ligne 3 du Metrobús de Mexico.

## Gouvernance
ADO est dirigée depuis 2008 par Juan Carlos Uriarte Amann.